# Kecamatan Sukomoro (distrikt i Indonesien, lat -7,64, long 111,37)
Kecamatan Sukomoro är ett distrikt i Indonesien.   Det ligger i provinsen Jawa Timur, i den västra delen av landet, 500 km öster om huvudstaden Jakarta.